# Вадяны
Вадяны также Вэдень (рум. Vădeni) — село в Сорокском районе Молдавии. Является административным центром коммуны Вадяны, включающей также село Думбравены.

## География
Село расположено на высоте 183 метра над уровнем моря.

## Население
По данным переписи населения 2004 года, в селе Вэдень проживает 2318 человек (1119 мужчин, 1199 женщин).
Этнический состав села:
| Национальность | Число жителей | Процентный состав |
| -------------- | ------------- | ----------------- |
| молдаване      | 2261          | 97,54             |
| румыны         | 31            | 1,34              |
| украинцы       | 13            | 0,56              |
| русские        | 8             | 0,35              |
| болгары        | 2             | 0,09              |
| прочие         | 3             | 0,13              |
| Всего          | 2318          | 100 %             |